# هيرنيكورت
هيرنيكورت (بالفرنسية: Hernicourt)‏ هي بلدية تقع في إقليم باد كاليه من منطقة نور با دو كاليه في شمال فرنسا. تبلغ مساحة هذه المدينة 9.85 (كم²)، وترتفع عن سطح البحر 73 م، يبلغ عدد سكانها 446 نسمة حسب إحصاء المعهد الوطني للإحصاء والدراسات الاقتصادية سنة 2009 م. وترأس Henri Boitel البلدية خلال فترة (2008-2014).